# آنتونیو کروز (دوچرخه‌سوار)
آنتونیو کروز (اسپانیایی: Antonio Cruz‎؛ زادهٔ ۳۱ اکتبر ۱۹۷۱) دوچرخه‌سوار اهل ایالات متحده آمریکا است.